# كاتينكا هينز
كاتينكا هاينز (بالإنجليزية: Katinka Heyns)‏ (مواليد 20 سبتمبر 1947) هي مُمثلة ومُخرجة جنوب أفريقية. من أبرز أعمال المُخرجة كان فيلمها الذي أخرجته سنة 1998 والذي حمل عُنوان بالياس. اختير فيلم بالياس ليكون الترشيح الرسمي لجنوب أفريقيا بخصوص جائزة الأوسكار لأفضل فيلم بلغة أجنبية في حفل توزيع جوائز الأوسكار السبعون، لكنه له لم يكن ضمن القائمة النهائية للجائزة.

## سيرتها الذاتية
ولدت كاتينكا هاينز في 20 سبتمبر 1947. التحقت بجامعة بريتوريا وحصلت منها على دبلوم البكالوريوس في الفنون (تخصص الدراما). تزوجت كاتينكا هاينز من الكاتب كريس بارنارد، وأنجبت منه ابنًا اسمه سيمون بارنارد.

## روابط خارجية
كاتينكا هينز على موقع IMDb (الإنجليزية)
- كاتينكا هينز على موقع قاعدة بيانات الفيلم (الإنجليزية)